# Scipione Dura
Scipione Dura († 1551) war ein italienischer römisch-katholischer Bischof.
Dura wurde am 23. September 1538 zum Bischof von Lacedonia ernannt.